# Damián Solferino
Damián Solferino (Munro, Argentina. 5 de junio de 1983) es un futbolista argentino que juega de delantero. Actualmente juega en Club Atlético Argentino Peñarol del Torneo Federal B.
Arrancó su carrera en River Plate jugando tan solo 6 meses en el año 2001. En ese mismo año pasó a Club Deportivo Armenio, También jugó en Zakynthos FC de Grecia, Argentino de Quilmes, Club Deportivo Baskonia, entre otros. Actualmente juega en Club Atlético Argentino Peñarol del Torneo Federal B de Argentina. Desde el 2022 ala actualidad juega para el club los diablos equipo que milita en el torneo Esquiú 3

## Clubes
| Club                                      | País      | Año         |
| ----------------------------------------- | --------- | ----------- |
| Deportivo Armenio                         | Argentina | 2002 - 2003 |
| Club Social y Deportivo Central Ballester | Argentina | 2005 - 2006 |
| Club Atlético Excursionistas              | Argentina | 2006        |
| Club Atlético Ferrocarril Midland         | Argentina | 2007 - 2008 |
| Club Atlético Argentino de Quilmes        | Argentina | 2008 - 2009 |
| Talleres de Córdoba                       | Argentina | 2009 - 2011 |
| Club Atlético Unión (Sunchales)           | Argentina | 2011        |
| Club Atlético San Telmo                   | Argentina | 2012        |
| Club Sportivo Rivadavia                   | Argentina | 2012- 2013  |
| Club Deportivo Baskonia                   | España    | 2013        |
| Zakynthos F.C.                            | Grecia    | 2014        |
| Tyrnavos 2005 FC                          | Grecia    | 2014        |
| Club Unión Aconquija                      | Argentina | 2015        |
| Club Atlético Ferrocarril Midland         | Argentina | 2016        |
| Club Atlético Argentino Peñarol           | Argentina | 2017 -      |

|[2018]
|Club Central Cordoba Pilar-Cba